# New romantic
New romantic (en español: «nuevo romántico») es un subgénero musical dentro de la new wave británica y un movimiento de moda que tuvo lugar a inicios de la década de 1980. El género emergió durante la predominancia de la diversa escena New Wave (en español: Nueva Ola).
El género no se debe confundir con el synth pop. El Synth pop es un género musical del que bebía el new romantic, pero éste, además, engloba un estilo completo.
El new romantic se caraterizaba por la presencia de sintetizadores y también por hacer música muy cercana al synth pop. No obstante también se destacaban por incluir sonido rock a sus composiciones en la corriente new wave, pero en un estilo más pop, comercial y accesible. Por tanto en este tipo de grupos había tanto como instrumentos electrónicos como cajas de ritmos, sintetizadores, etc., como instrumentos más propios del rock pop: baterías, guitarras, etc.
El factor más visible y característico de este movimiento fue la estética. En un principio se caracterizaban por una imagen glamurosa y ropa elegante y formal. Algunos grupos como Duran Duran se quedaban en esta imagen de grupo new romantic de rock, y otros grupos iban más allá llegando a usar mucho maquillaje, peinados modernos, etc. como Yazoo o Culture Club.
Otro elemento de la estética fue el factor clásico. No en todos los grupos new romantic pero en muchos se usaban imágenes clásicas grecorromanas. Se usaban elementos de mármol como columnas, arcos, estatuas, suelos de ajedrez... También se usaban estampados amarmolados en portadas de discos. Peinados cortos y de media melena, y vestidos y trajes en tonos pastel eran también indicativos de esta estética. Uno de los principales exponentes en esta variante fue Mecano (banda) entre 1981 y 1982. En este contexto clásico entraban también en juego instrumentos como el piano.
Otras bandas no eran new romantic pero su estilo rock y su intento por "refinamiento", y búsqueda de nuevo sonido new wave en los 80 y un estilo más formal los encuadró dentro del estilo. Por ejemplo Roxy Music durante sus dos últimos discos Avalon y Flesh + Blood.
Las composiciones musicales de este estilo llevaban un ritmo lento con un Tempo de entre 100 y 115 bpm, raras veces a 120 bpm, aproximadamente, a ritmo bailable en un compás de 4/4 o "C" (compasillo) pudiendo ambientarse la melodía con sonidos sensuales, agresivos o tristes en sus acordes y cantos.
El sonido de sus instrumentos como la batería electrónica utilizaban volúmenes potentes y se acompañaba de sintetizadores o pianos melódicos, rítmicos, de efectos y como bajo con sonidos ejecutados linealmente como el ritmo de percusión, que podían ser acompañados ocasionalmente (como invitados) por una guitarra eléctrica, guitarra acústica o electroacústica para algunos riffs, arreglos, pausas o transiciones así también como el saxofón tanto barítono como tenor con sonidos sensuales agregando efectos, la música podía ser instrumental o tener voces y/o coros femeninos o masculinos que realizaban sonidos de connotación de deseo sexual y pasión pero ligadas a algo trascendental en algunos casos, que repetían o contestaban las frases, estrofas o estribillos del cantante.
La duración melódica podía ser en versión maxi, extended o sencillo en vinilos únicamente.
En cuanto a los efectos utilizados en determinados instrumentos eran, generalmente, el Delay, la Reverberación, el Chorus, la Distorsión y algunas veces el Vocoder.
Las voces masculinas o femeninas podían ser cantadas con o sin vibratos y glissandos, a veces, acompañadas de sintetizadores en el fraseo o la participación de coros o una voz contraria como pareja de fondo con un volumen inferior.
Aunque el movimiento tuvo su base mayoritariamente en Londres, artistas de otras partes de Inglaterra fueron relacionadas, adecuadamente o no, con el género, generalmente en Italia dentro del estilo Italo Disco.

## Descripción
El nuevo romántico se distinguía por su apariencia visual/estética y por su música. A diferencia del punk rock, cuyos años de gloria estaban finalizando durante el origen del nuevo romanticismo, el nuevo romántico aparentaba una figura física y estética más elegante e impuesta, destacando su ropa elegante (traje, en ocasiones corbata, zapatos o zapatillas, camisas, blusas y vestidos extravagantes con reminiscencias del Barroco del siglo XVII y el Rococó del XVIII e incluso del Medievo), apariencia física (peinados atractivamente estilizados y, en muchas ocasiones, maquillaje que podía evocar a los artistas del cine mudo), lo que hacía que los artistas y otras personas seguidoras del género destacaran por su glamour. Su música era acorde con aquel estilo, siendo también elegante, además de bailable, agregando el uso del sintetizador y demás instrumentos característicos del estilo.
La mayoría de los sonidos realizados con sintetizador son con Roland (Juno-106, SH-101, Jupiter-8, TR-808, TR-909, System-1, System-8, System-100, SH-2, D-50, JX-3P, Promars, TB-303, etc.), Yamaha (DX7) o Korg (Polysix, Mono/Poly, Poly-61, Poly-800, KPR-77, etc.) entre otros como en List of Korg products: https://en.m.wikipedia.org/wiki/List_of_Korg_products

## Historia
Influencias: Los álbumes Low, “Heroes”, Lodger y Scary Monsters (and Super Creeps) de David Bowie y los últimos años de Roxy Music (c. 1980 - 1982). El álbum Systems of Romance de Ultravox. La banda Japan, que a la vez está tomada en cuenta como uno de los grupos dentro del género.
El origen del género tuvo lugar en gran parte dentro de clubs como Billy`s en Dean Street, Londres,[cita requerida] que dirigieron David Bowie y Roxy Music, y se desarrolló en el sumamente exitoso y elitista Blitz Club en Great Queen Street,[cita requerida] que contaba con Steve Strange como portero y con Boy George como dependiente del guardarropa. El club produjo cientos de derivados similares dentro y alrededor de Londres, entre los cuales estaban Croc's en Rayleigh, Essex, y The Regency en Chadwell Heath, donde Depeche Mode y Culture Club hicieron sus actuaciones debuts como nuevas propuestas.
El fenómeno new romantic es una evolución del glam rock y del new wave con ritmos muy marcados de bajo (incluso con influencias de funk). En la estética deriva del glam y el new wave, ropa afeminada, ropa de principios del siglo XIX, a menudo con camisas de petimetre con chorreras, cintas en el pelo, a veces también teñidos, y usaban cosméticos tanto hombres como mujeres. David Bowie era una obvia influencia, y su disco sencillo de 1980 Fashion podría ser considerado un himno para los new romantics, como lo fueron Brian Eno y Roxy Music. Sin embargo, como en muchos movimientos artísticos juveniles, cuando se tomó este "himno" como bandera, el mismo movimiento, a pesar de proyectar satisfactoriamente muchas ideas elegantes futuristas y visiones nuevas (con referencias varias a la ciencia ficción), las fuerzas comerciales las aprovecharon y los grandes almacenes produjeron copias y versiones abreviadas baratas.
A pesar de los lazos del movimiento con el glam rock, las actitudes y temas explorados por los new romantic diferían considerablemente de los examinados por sus supuestos antecesores (comparen los chillidos del "Coz I luv you" de Slade con el más lánguido "Fade to Grey" de Visage).[cita requerida]

## Representantes
| - A-ha - ABC - Adam And The Ants - Adam Ant - A Flock of Seagulls - Alphaville - The Associates - Blancmange - Berlin - Breakfast Club - China Crisis - Classix Nouveaux - Culture Club - Duran Duran - Eurythmics - Facts & Fiction - Fashion - The Fixx - Franck Choppin en la actualidad - Helden - The Human League - Jash en la actualidad - Japan - John Foxx - Joy Peters - Kajagoogoo - Modern English - Oh Romeo - Peter Schilling - Roger Meno - Roxy Music - Savage - Silent Circle - Simple Minds - Soft Cell - Spandau Ballet - Tino Casal - Talk Talk - Thompson Twins - Ultravox - Valerie Dore - Virus - Visage - Wang Chung - White Door - Yazoo - Zaine Griff - Zee |

## Confusiones
El estilo New Romantic fue un estilo sucesor al synth pop. El synth pop apareció a mediados de los años 1970 con Kraftwerk y se caracteriza por el uso predominante del sintetizador y otros instrumentos electrónicos. El New Romantic es más característico de no utilizar tanto sonido de sintetizadores (y tiene influencias new wave siendo a su vez una evolución de este estilo), y utilizan en sus composiciones más instrumentos típicos del rock como guitarras, batería , y bajo (el cual acostumbra a hacerse notar bastante y muchas veces en él se nota claras influencias del funk).
Daniel Miller, productor de Depeche Mode, negó que esta tenga relaciones con el género New Romantic. Mencionó que «muchas bandas de "new romantic" eran básicamente bandas de rock con alguien que toca el sintetizador - ellos (Depeche Mode) se consideran a sí mismos como una banda futurista, no una banda 'New Romantic; (hay) sutiles diferencias, ¿sabes?». Por bandas como OMD, Soft Cell y The Human League continuó: «Pero entonces había otro grupo de bandas que eran propias bandas electrónicas.»